# تطوير المنتجات افتراضيا
يُعد تطوير المنتجات افتراضيًا (VPD) ممارسةً لتطوير المنتجات والنماذج الأولية في بيئة رقمية ثنائية/ثلاثية الأبعاد بالكامل.

## نبذة
يحتوي VPD على أربعة عناصر رئيسية:
- تصميم المنتج الافتراضي (شكل ثلاثي الأبعاد، رسومات/نسخ ثنائية الأبعاد)
- محاكاة المنتج الافتراضي (اختبار السقوط، اختبار السحق، إلخ.)
- تحديد مراحل المنتج الافتراضي (تخطيط مساحات التجزئة، بحث المستهلك وتحليل السلوك)
- التصنيع الرقمي (تخطيط العمليات، المحاكاة الافتراضية للتجميع/التعبئة، تصميم المصنع).

ويتم VPD عادةً في بيئة تعاونية مستندة إلى الويب تجمع بين المصممين والعملاء/المستهلكين وشركاء سلسلة القيمة حول مصدر واحد لـ«حقيقة» المنتج في الوقت الحقيقي. ويمكّن VPD الممارسين من التوصل إلى الفكرة الصحيحة بسرعة أكبر، والتنبؤ بدقة بأدائها في كُلٍّ مِنْ إعدادات التصنيع والبيع بالتجزئة، مما يقلل من الوقت المستغرق للوصول إلى القيمة، واحتمالات فشل السوق، وتكاليف تطوير المنتج.
ويعتبر التخطيط الافتراضي للعملية مفهومًا جديدًا نسبيًا لشركات التصنيع، على الرغم من أن هذا المفهوم كان قيد الاستخدام في صناعة الإنشاءات لعدة سنوات. وتعد نمذجة معلومات المباني (BIM) النظام المستخدم من قبل العديد من شركات البناء والهندسة المعمارية والمقاولات. وإن جوانب التفاصيل والجدولة هي بعض من الجوانب الأكثر قيمة للنظام. ومن خلال استخدام التخطيط الافتراضي للعملية، يمكن تصميم عملية الإنتاج بأكملها لزيادة الكفاءة إلى أقصى حد وتجنب أسلوب التجربة والخطأ المستخدم من قبل معظم الشركات المصنعة.
وتوجد برامج متنوعة ذات مستويات مختلفة من المعلومات. ويمكن أن يكون تعيين محطات العمل والمخزون والموظفين والمعدات قيمة للتخطيط للمساحات. ويمكن أيضًا دراسة تفاعل ما سبق ذكره، مما يتيح للمستخدم تحديد المشكلات المحتملة من نقاط السلامة والجودة والمنظور الصحي.
ويعد تطوير المنتجات افتراضيًا (VPD) نتيجة للجهود المستمرة في اتجاه التغلب على قيود إجراءات الاختبار التقليدية. ويسمح VPD للمصمم بإتخاذ قرارات مهمة للتصميم في المراحل المبكرة استنادًا على نتائج الاختبار، مما يتيح التحكم في التكلفة. وإن تطوير المنتجات افتراضيًا هو إستراتيجية لتنسيق التقانة والعمليات والأفراد لتعزيز عملية تطوير المنتجات القائمة. إنها عملية تدريجية تبني منتجًا فعالًا تقريبًا. وبالتالي، يمكن أن تنعكس أي تغييرات يتم إجراؤها في تصميمها على خصائصها المادية وسلسلة التوريد وقناة التوزيع وفي نهاية المطاف على رؤية العميل؛ دون تصنيع المنتج فعليًا.
ويضم VPD مجموعة واسعة من أدوات البرمجيات لتغطية منتج ما من الفكرة إلى التصميم النهائي وحتى التصنيع. ويتكون هذا المسار من عدة عمليات يتم تنفيذها على مستوى التصنيع وإجراءات الاختبار والتصميم النهائي الذي يتم تعديله تلقائيًا استنادًا إلى نتائج الاختبار. ومن بين المزايا الرئيسية لـ VPD قدرة دماغ الحاسوب، والتي يمكنها محاكاة شروط الحمل المعقدة المختلفة في آنٍ واحد. ولا يمكن دائمًا إنشاء شروط التحميل غير الخطية في مركز الاختبار حيث يتم اختبار النماذج الأولية في طرق الاختبار التقليدية. ويمكن لهذه الشروط المعقدة، إذا ما تم استيعابها في الاختبار أن تسفر شكلًا أكثر موثوقية للمنتج.